# Şehzade Ahmed Kemaleddin
Şehzade Ahmed Kemaleddin (en arabe : شہزادہ احمد کمال الدین), né le 16 juillet 1848 à Constantinople et mort le 26 avril 1905, il est le fils d'Abdülmecid Ier, sultan ottoman et de sa septième épouse Verdicenan Kadın.

## Biographie

### Jeunesse
Şehzade Ahmed Kemaleddin est né le 16 juillet 1848 dans le Palais Çırağan. Son père était le sultan Abdülmecid Ier et sa mère était Verdicenan Kadın, la fille du prince Kaytuk Giorgi Achba et la princesse Yelizaveta Hanım. Il avait une sœur complète, Münire Sultan, trois ans plus âgé que lui.
Kemaleddin et ses frères, les princes Mehmed Reşad (futur sultan Mehmed V), Mehmed Burhaneddin et Ahmed Nureddin furent circoncis en 1856,. Après la mort d’Abdulmejid en 1861, Kemaleddin et sa mère s’installèrent dans le palais de Feriye.
Kemaleddin comme ses frères, sultan Mourad V et Şehzade Ahmed Nureddin rejoint Proodos (« Progrès » en grec) loge maçonnique en 1875. Cette loge a été fondée dans le quartier de Beyoğlu à Constantinople en 1867, en tant qu’associée de la loge Français « Grand Orient de France ». Les rituels de la loge ont été menés en turc et en grec.
Après que son demi-frère le sultan Abdulhamid II a accédé au trône en 1876, Kemaleddin est devenu le deuxième dans la ligne au trône.

### Relation avec Abdulhamid II
Les relations entre le sultan Abdulhamid II et le prince Kemaleddin étaient aigres. Et ainsi, il a cru que Mourad devrait être restauré sur le trône. Il est dit que dans l’époque où Abdulhamid était un prince, le prince Ahmed Kemaleddin une fois rencontré des difficultés financières pressantes. Il a demandé au riche Abdulhamid des fonds et a même envoyé des objets de valeur comme garantie pour un prêt. Mais Abdulhamid a répondu: « Je ne suis pas un petit changeur d’argent! Puisqu’il veut mettre quelque chose en gage pour de l’argent, laissez-le essayer les changements d’argent dans le bâtiment caviar! Le prince Ahmed Kemaleddin s’en est offusqué et jamais par la suite les relations entre les deux étaient glaciales.
En 1878, Kemaleddin et ses frères et sœurs, y compris son frère le prince Selim Suleiman et les sœurs la princesse Fatma et la princesse Seniha et le mari de Mahmud Paşha, ont tous été impliqués dans l’incident Ali Suavi avec l’objectif de restaurer Mourad sur le trône.

### Vie privée
La seule femme de Kemaleddin était Fatma Sezadil Hanım. Elle était Abkhaze, et est née en 1856, ou 1860 dans le Caucase. Les deux se sont mariés le 23 avril 1876 au palais de Dolmabahçe. Elle était la mère des princesses Atiyetullah Sultan et Münire Sultan. Elle meurt le 9 février 1943 à Istanbul.
Kemaleddin possédait un manoir du XVIIIe siècle à Çengelköy dans les collines silencieuses du Bosphore. Abdulhamid a ensuite acheté ce domaine pour le prince Mehmed Vahideddin (futur Mehmed VI) et a enregistré l’acte de la propriété en son nom.

### Décès
Ahmed Kemaleddin fut tué sur ordre de son frère, Abdulhamid II, le 26 avril 1905 au Palais de Beşiktaş. Il a été enterré dans le mausolée royal de Yahya Efendi, à Constantinople. Il est honoré à titre posthume, après la révolution des Jeunes-Turcs, pour ses penchants libéraux.

### Sources
- The Concubine, the Princess, and the Teacher : Voices from the Ottoman Harem, University of Texas Press, 2010, 324 p. (ISBN 978-0-292-78335-5, lire en ligne)